# Марка Нової Гвінеї
Марка Нової Гвінеї (нім. Deutsch Neu-Guinea Mark), або Марка Ново-Гвінейської компанії — грошова одиниця Нової Гвінеї, яка була в обігу під час колонізації Німецькою імперією. 1 марка дорівнювала 100 пфенігам.

## Історія

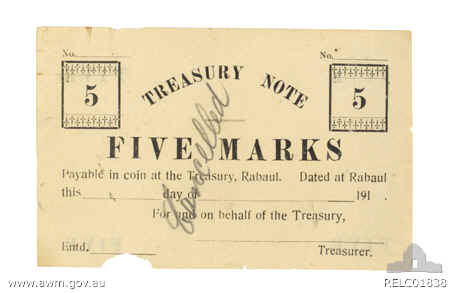
Купон на 5 марок, зразка 1915 року, виданий австралійською владою (Treasury Note)

З 1884 року, із самого початку колонізації на Архіпелазі Бісмарка (назва колонізаторами земель Нової Гвінеї), німці зберігали статус-кво щодо вводу в обіг валюти. 19 січня 1887 року було прийнятим рішення пустити в обіг Німецьку золоту марку. Монети надійшли до Нової Гвінеї з додатком інструкцій. У них наголошувалося передусім на тому, що марка перебуватиме повноцінно в обігу, а іноземна валюта більше не використовуватиметься. Але на території колонії були інші правила. Бронза ніколи не була в ціні, а з переплавленого срібла чи золота робилися сувеніри на продаж. У 1889 році компанія, нарешті, з'ясувала, що вести подвійний бізнес неперспективно. Ново-Гвінейська компанія ухвалила рішення карбувати власну монету. У 1891 році Рейхстагом перший запит було відхилено. Дозвіл на власні грошові знаки компанія отримала в 1894 році. Співвідношення Ново-Гвінейської марки та німецької золотої марки було 1:1. Нові монети повністю відповідали світовому золотому стандарту. Автором ескізів став провідний медальєр і гравер Еміль Вайганд (нім. Emil Weigand). На аверсах монет від 10 пфенігів був зображений райський птах під час шлюбного ритуалу.. 1, 2 та 10 пфенігів карбувалися в бронзі, ½, 1, 2, 5 марок у сріблі, 10 та 20 марок у золоті. Але тиражі цих монет були невеликими на відміну від німецької марки.
Нестабільність на торгових та промислових об'єктах, упродовж колоніального періоду, призвела до банкрутства компанії. Рейхстаг приймає рішення взяти опіку над землями як протекторатом. Щоб утримати якимось чином робітників та підприємців, Рейхстаг обіцяє сплатити компанії компенсацію в 4 мільйони марок. Отже, з 1 квітня 1899 року компанія втратила право на карбування власних монет
Все ж таки монети компанії були в обігу до 1911 року. 15 квітня 1911 року монети демонетизували повністю. Під час Першої світової війни Німецька Нова Гвінея повністю переходить під контроль Австралії. З 1914 до 1915 року Австралія друкує купівельні купони (англ. Treasury Note) номіналами в 5, 10, 20, 50 і 100 марок, які в нинішньому часі дуже дорогі та рідкісні серед боністів. В 1915 році купівельні купони замінюються на австралійський фунт.

## Монети
| Аверс | Реверс | Номінал     | Роки карбування | Метал                               | Монетний двір | Діаметр, мм | Вага, г | Тираж  | Гурт        | Примітки                         |
| ----- | ------ | ----------- | --------------- | ----------------------------------- | ------------- | ----------- | ------- | ------ | ----------- | -------------------------------- |
|       |        | 1 пфеніг    | 1894            | 0,950 мідь, 0,040 олово, 0,010 цинк | A             | 17,5        | 2       | 33.000 | гладкий     |                                  |
|       |        | 2 пфеніги   | 1894            | 0,950 мідь, 0,040 олово, 0,010 цинк | A             | 19,5        | 3,3333  | 17.000 | гладкий     | Така ж як і 1 пфеніг зразка 1894 |
|       |        | 10 пфенігів | 1894            | 0,950 мідь, 0,040 олово, 0,010 цинк | A             | 29,5        | 10      | 24.000 | гладкий     |                                  |
|       |        | ½ марки     | 1894            | Ag, 900                             | A             | 2,778       | 2,7780  | 16.000 | 126 зарубок | Така ж як і 5 марок зразка 1894  |
|       |        | 1 марка     | 1894            | Ag, 900                             | A             | 5,556       | 5,5560  | 33.000 | 140 зарубок | Така ж як і 5 марок зразка 1894  |
|       |        | 2 марки     | 1894            | Ag, 900                             | А             | 28          | 11,1110 | 13.000 | 140 зарубок | Така ж як і 5 марок зразка 1894  |
|       |        | 5 марок     | 1894            | Ag, 900                             | A             | 27,778      | 27,7780 | 19.000 | 192 зарубки |                                  |
|       |        | 10 марок    | 1895            | Au, 900                             | А             | 3, 982      | 3,9820  | 2.000  | 116 зарубок | Така ж як і 20 марок зразка 1895 |
|       |        | 20 марок    | 1895            | Au, 900                             | A             | 22,5        | 7,9650  | 1.500  | 126 зарубок |                                  |